# 第20太陽週期

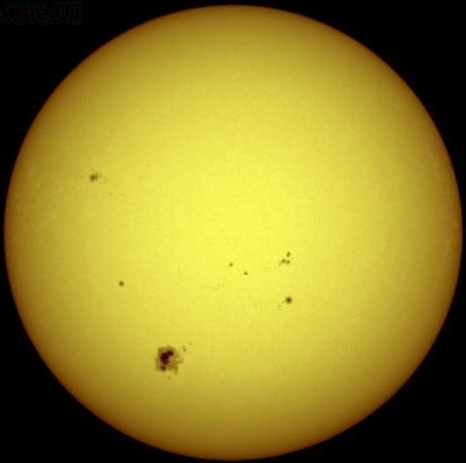
太陽和一些可見的黑子。

第20太陽週期是從1755年開始紀錄太陽黑子以來的第20太陽週期，這個週期開始於1964年10月，結束於1976年6月，持續了11.7年。最大平滑黑子數(超過12個月期間的黑子月平均數值)為110.6，最小的數值為12.2，在這個週期內總共約有272天沒有黑子。